# Danilo Carrera
Danilo Xavier Carrera Huerta (Guayaquil, Ecuador; 17 de enero de 1989) es un actor, presentador y futbolista ecuatoriano.

## Biografía
Danilo nació en la ciudad de Guayaquil, Ecuador el 17 de enero de 1989. Comenzó su carrera de actuación en Miami trabajando en el teatro, donde su primera obra fue Crónicas desquiciadas. En agosto del 2011 fue llamado por Telemundo para participar en la telenovela Relaciones peligrosas. Su interpretación como Max le hizo ganador al premio como Mejor Actor Revelación en los Miami Life Awards.
Por su actuación en Relaciones peligrosas fue llamado a participar en la telenovela de Nickelodeon Grachi, interpretando a Axel Vélez.
Fue ganador del Gato do ano en Nickelodeon Brasil, guapo del año en español y nominado como Villano Favorito en Kids Choice Awards Argentina por su papel en Grachi.
En el 2013, Danilo firma contrato con Venevisión y Univision para participar en la telenovela Cosita linda que fue transmitida por la cadena Univision en noviembre de ese año.
Fue presentador de televisión en el Programa República Deportiva de Univision.
En el 2015 se casó con la actriz norteamericana de origen venezolano Ángela Rincón.

## Carrera
Sin duda el momento en el que Danilo Carrera comenzó a tener más relevancia en la industria fue cuando decidió irse a México para entrar a las filas de Televisa que era considerada la televisora más importante en Latinoamérica. En 2015 participó en la telenovela Pasión y poder la cual fue protagonizada por Susana González y Jorge Salinas.
En 2016 fue seleccionado como el protagonista de “Sin rastro de ti” una telenovela mexicana producida por Silvia Cano'.
Un año más tarde regresó a la televisión como antagonista en La doble vida de Estela Carrillo, telenovela mexicana producida por Rosy Ocampo.
Nuevamente en 2018 'fue protagonista de la telenovela “Hijas de la luna” la cual fue producida por Nicandro Díaz para Televisa.
En 2020 tuvo su tercer protagónico, con Paulina Goto en la telenovela “Vencer el miedo”, producida por Rosy Ocampo. 
En noviembre del 2020 se estrenó la telenovela “Quererlo todo” por Las Estrellas, producida por Ignacio Sada y protagonizada junto a Michelle Renaud.
En octubre de 2021 trabajó en la telenovela “Contigo sí” .
En 2022 protagoniza con Ariadne Díaz,David Zepeda y Mayrín Villanueva la telenovela Vencer la ausencia Producida por Rosy Ocampo.
Para el 2023 volvió a protagonizar la telenovela El amor invencible producida por Juan Osorio.

## Formación
Sus padres son Xavier Carrera y Elsita Huerta. Danilo es el hermano mayor de sus hermanos Leopoldo, Xavier, Felipe y Juan. Estudió en el centro educativo Balandra Cruz del sur Ecuador. Comenzó su carrera de modelaje en Ecuador, hizo pasarelas, comercial avena Toni y trabajó con De Prati, Abercrombie & Fitch. Una de sus mayores pasiones es el fútbol. 
En el 2007 formó parte del equipo ecuatoriano Club Sport Emelec, sub-18 en el cual se coronaron campeones. En el 2008 se integró al equipo ecuatoriano Barcelona Sporting Club, jugando hasta el 2009. Aparte de la actuación, el fútbol es su mayor pasión; de no ser actor, continuaría con su sueño de ser un futbolista profesional. Continúa practicando el fútbol como un hobbie formando parte de un equipo local en Miami.
En 2019, el club de fútbol Fuerza Amarilla lo contrató como delantero del equipo. Esta oportunidad lo hizo tomar la decisión de abandonar la actuación y querer ser jugador profesional.

## Filmografía

### Cine
| Año  | Título                              | Personaje | Notas |
| ---- | ----------------------------------- | --------- | ----- |
| 2013 | Indigo                              |           |       |
| 2013 | It Was Me                           | Riley     |       |
| 2018 | Lo más sencillo es complicarlo todo |           |       |

### Televisión
| Año       | Título                           | Personaje                                         |
| --------- | -------------------------------- | ------------------------------------------------- |
| 2012      | Relaciones peligrosas            | Leonardo "Leo" Máximo                             |
| 2012-2013 | Grachi                           | Axel Vélez                                        |
| 2014      | Cosita linda                     | Federico "Fede" Madariaga                         |
| 2015-2016 | Pasión y poder                   | Franco Herrera Fuentes/Franco Gómez-Luna Herrera  |
| 2015      | Ruta 35                          | Wilson                                            |
| 2016      | Sin rastro de ti                 | Mauricio Santillana                               |
| 2017      | La doble vida de Estela Carrillo | Danilo Cabrera                                    |
| 2018      | Hijas de la luna                 | Sebastián Oropeza Ruiz / Sebastián Frankfurt Ruiz |
| 2020      | Vencer el miedo                  | Omar Cifuentes                                    |
| 2020-2021 | Quererlo todo                    | Mateo Santos Coronel                              |
| 2021-2022 | Contigo sí                       | Álvaro Villalobos                                 |
| 2022      | Vencer la ausencia               | Ángel Funes                                       |
| 2023      | El amor invencible               | Adrián Hernández / David Alejo                    |
| 2024-2025 | Sed de venganza                  | Francisco Ramírez / Emilio Montenegro             |
| 2025      | Velvet: el nuevo imperio         | Carlos Aristizábal                                |

### Programas
| Año       | Título                                | Rol          |
| --------- | ------------------------------------- | ------------ |
| 2014      | República deportiva                   | Conductor    |
| 2023-2024 | Hoy día                               | Conductor    |
| 2023      | Premios Billboard de la Música Latina | Conductor    |
| 2023      | Miss Universo 2023                    | Conductor    |
| 2023      | MasterChef Celebrity Ecuador          | Participante |

### Teatro
| Año  | Obra                  |
| ---- | --------------------- |
| 2011 | Crónicas desquiciadas |

### Comerciales
| Año  | Comercial             |
| ---- | --------------------- |
| 2013 | Sony Xplod App-Remote |
| 2015 | Orbits                |
| 2015 | Univisión Mobile      |
| 2017 | Cklass                |
| 2018 | Quaker Oats           |
| 2021 | Nescafé               |

## Premios y nominaciones
| Año  | Premiación                   | Categoría                   | Trabajo                          | Resultado |
| ---- | ---------------------------- | --------------------------- | -------------------------------- | --------- |
| 2013 | Miami Life Awards            | Mejor actor revelación      | Relaciones peligrosas            | Ganador   |
| 2013 | Meus Prêmios Nick            | Gato do Ano (Guapo del año) | Grachi                           | Ganador   |
| 2013 | Kids Choice Awards Argentina | Villano favorito            | Grachi                           | Nominado  |
| 2014 | Premios People en Español    | Nuevo rostro                | El mismo                         | Ganador   |
| 2016 | Premios TVyNovelas           | Mejor actor revelación      | Pasión y poder                   | Nominado  |
| 2016 | Kids Choice Awards México    | Villano favorito            | Pasión y poder                   | Nominado  |
| 2018 | Premios TVyNovelas           | Mejor villano               | La doble vida de Estela Carrillo | Ganador   |

### Paseo de las Luminarias
| Año  | Categoría                                              | Resultado |
| ---- | ------------------------------------------------------ | --------- |
| 2016 | En reconocimiento a su trayectoria artística en México | Ganador   |

### TV Adicto Golden Awards
| Año  | Categoría                  | Trabajo          | Resultado |
| ---- | -------------------------- | ---------------- | --------- |
| 2016 | Mejor actor de serienovela | Sin rastro de ti | Ganador   |

### Comité Cívico Ecuatoriano - Premios Cóndor
| Año  | Categoría      | Resultado |
| ---- | -------------- | --------- |
| 2017 | Hombre del Año | Ganador   |

Otros reconocimientos
- 2014: Danilo Carrera fue portada de La revista TVyNovelas[30]

- 2015: La revista People en Español, lo nombró uno de los 15 Hombres más sexys del mes de octubre.[31][32]

- 2015: Danilo Carrera formó parte de los 50 más bellos de People en Español.[33]

- 2016: Danilo Carrera forma parte de los 50 más bellos de People en Español.[34]

- 2017: Danilo Carrera recibe las llaves de la ciudad de Union City (Nueva Jersey).[35]

## Estadísticas como jugador de fútbol
Campeonato Ecuatoriano de Fútbol 2019
| Club            | País    | Año  |
| --------------- | ------- | ---- |
| Fuerza Amarilla | Ecuador | 2019 |

## Palmarés y torneos
Divisiones Menores
| Título                     | Club   | País    | Año  |
| -------------------------- | ------ | ------- | ---- |
| Campeonato Nacional Sub-18 | Emelec | Ecuador | 2007 |

## Clubes

### Copa Ecuador
| Copa                 | Club            | País    | Resultado              | Partidos |
| -------------------- | --------------- | ------- | ---------------------- | -------- |
| Copa Ecuador 2018-19 | Fuerza Amarilla | Ecuador | Dieciseisavos de final | 1        |

## Publicaciones
Danilo Carrera ha publicado los siguientes libros:
- (2020) Cuando nadie me ve[39]